# Pherecardia lobata
Pherecardia lobata är en ringmaskart som beskrevs av Horst 1886. Pherecardia lobata ingår i släktet Pherecardia och familjen Amphinomidae. Inga underarter finns listade i Catalogue of Life.